# Stadion FK Krupa
Stadion FK Krupa – stadion piłkarski we wsi Krupa na Vrbasu, w Bośni i Hercegowinie. Obiekt może pomieścić 1800 widzów. Swoje spotkania rozgrywają na nim piłkarze klubu FK Krupa.